# Diego Fernández de Córdoba, III conde de Cabra
Diego Fernández de Córdoba y Mendoza (1460-Baena, 11/15 de agosto de 1525), fue un noble y militar castellano, III conde de Cabra, III vizconde de Iznájar, I señor de Valenzuela y V señor de Baena. Participó activamente en la Guerra de Granada contra el Reino nazarí y a favor de las fuerzas castellanas de los Reyes Católicos. Asimismo, ocupó los cargos de alcaide de Alcalá la Real, virrey, gobernador, embajador y Grande de Castilla.

## Biografía
Hijo de Diego Fernández de Córdoba y Carrillo de Albornoz, II conde de Cabra, II vizconde de Iznájar y IV señor de Baena, y de María Hurtado de Mendoza y Luna, hija menor del II marqués de Santillana y I duque del Infantado. Durante su infancia desarrolló una gran experiencia militar, llegando a acompañar a su padre en batallas durante la guerra de Granada; de hecho, su padre había conseguido la hazaña de capturar al emir Boabdil en la batalla de Lucena en 1483.
Diego sucedió a su padre como jefe del condado en 1487, participando en la guerra granadina. En 1488 los Reyes Católicos le dan instrucciones de atacar el Reino nazarí desde el Reino de Murcia, concluyendo este hecho bélico con grandes éxitos como la conquista de Baza en diciembre de 1489 y Huéscar en 1488.  Al año siguiente, los monarcas lo envían a Guadix, desde donde se pensaba realizar la ofensiva final a la capital de los nazaríes, juntando sus ejércitos con los de su tío Martín Alonso de Córdoba y Montemayor y llegando a conquistar la práctica totalidad de la Alpujarra en 1490, con ciudades como Purchena, Tabernas o Almuñécar. Del mismo modo, los reyes le indicaron la defensa de Baza e incluso acompañó a Fernando el Católico el 23 de abril de 1491 durante la tala de la Vega de Granada para evitar que el enemigo consiguiera suministros. En diciembre de ese año estaría presente en las denominadas Capitulaciones de Santa Fe, así como más tarde en la rendición de Granada el 2 de enero de 1492. Una vez terminada la guerra, los monarcas le entregan las villas de Canillas de Aceituno, Árchez y Corumbela por sus esfuerzos.
El 11 de junio de 1499 fue nombrado virrey y gobernador de Castilla junto a Gómez Suárez de Figueroa. Además, fue designado embajador en Inglaterra para formar parte de la comitiva que partió el 26 de agosto de 1501 para acompañar a la princesa Catalina de Aragón con motivo de su matrimonio con el príncipe Arturo Tudor.
La última etapa de su vida la dedicó a una labor conciliadora en el Reino de Córdoba, especialmente durante la guerra de las Comunidades de Castilla, hecho que fue agradecido por el emperador Carlos I de España. También dedicó parte de su vida a las letras, traduciendo obras del historiador romano Salustio junto a Pedro Mártir de Anglería. Fallecería en Baena el 11 de agosto de 1525, dejando como heredero a su primogénito Luis Fernández de Córdoba.

## Matrimonios y descendencia
Casó en primeras nupcias con Beatriz Enríquez (n. c. 1462) —una hija de Alonso Enríquez de Quiñones (c. 1432-1485)— de quien tuvo un hijo:
- Diego Fernández de Córdoba (c. 1484-c. 1499) falleció joven con 17 años de edad y fue enterrado en el convento de la Consolación en Doña Mencía.[3]

Casó en segundas nupcias con Francisca de Zúñiga y de la Cerda, fallecida en Baena el 22 de enero de 1511, hija de Diego de Zúñiga, el Duque de Oro, señor de Traspinedo y pretenso duque de Béjar, y Juana de la Cerda y Castañeda, IV señora de Villoria, fallecida en 1503, y nieta paterna del I duque de Béjar, con la que tuvo mucha descendencia:
- Luis Fernández de Córdoba y Zúñiga, el mayor, sucedió a su padre, como IV conde de Cabra, IV vizconde de Iznájar y VI señor de Baena, fallecido en Roma el 17 de agosto de 1526, casado con su prima Elvira Fernández de Córdoba y Manrique de Lara, II duquesa de Andría y II duquesa de Sessa, fallecida en Sessa Aurunca el 18 de septiembre de 1524.
- Álvaro Fernández de Córdoba, II señor de Valenzuela, fallecido en Madrid el 24 de febrero de 1546, casado con Maria de Aragão, hija de Nuno Manuel, I señor de Salvaterra de Magos, Águias e Erra, y su primera esposa Leonor de Milá y Aragón
- Juan Fernández de Córdoba, fallecido el 29 de agosto de 1565
- María Fernández de Córdoba y Mendoza, casada con su primo Francisco Fernández de Córdoba y Pacheco, II señor de Armunia, fallecido en Córdoba el 6 de julio de 1530
- Francisca Fernández de Córdoba y Zúñiga, fallecida en abril de 1570, casada con Luis Fernández de Córdoba y Pacheco, II marqués de Comares, fallecido en Lucena
- Leonor Fernández de Córdoba y Zúñiga, casada en 1526 con Luis Yáñez Fajardo de la Cueva, II marqués de los Vélez grande de España, I marqués de Molina
- Francisco de la Cerda, fallecido el 14 de noviembre de 1551
- Pedro Fernández de Córdoba, señor de Zubia y Albendín, mayordomo de Felipe II de España, fallecido en Bruselas el 14 de diciembre de 1557, casado con Filipa Henriques, hija de Fernão de Miranda Henriques y Cecília de Azambuja
- Gabriel Fernández de Córdoba, casado con Ana Zapata, señora de Los Guájares
- Juana Fernández de Córdoba
- Brianda de Córdoba
- Ana de Córdoba
- María de Córdoba
- Antonio de Córdoba

También tuvo varios hijos ilegítimos que nombró en el testamento:
- Martín de Córdoba y Mendoza, O.P., obispo de Tortosa (1560-1574), obispo de Plasencia (4 de junio de 1574 - 10 de junio de 1578) y obispo de Córdoba (1578-1581)
- Bernardino de Córdoba, casado con Antonia Hernández
- Luis Fernández de Córdoba
- Diego de Córdoba
- Leonor de Cristo